# 김주안
김주안(2012년 5월 14일 ~ )은 대한민국의 뮤지컬 배우다. 2020년 연극 '레미제라블'로 데뷔했다.

## 방송
- 사장님 귀는 당나귀 귀 (2021)
- KBS 창작동요대회 (2023) - 대상
- 오빠시대 (2023) - Top32

## 공연
- 연극 <레미제라블> (2020)
- 팬텀 - 서울 (2021)
- 메이사의 노래 - 서울 (2021)
- 블루헬멧 : 메이사의 노래 - 서울 (2022)
- 베토벤; Beethoven Secret (2023)
- 베토벤; Beethoven Secret SEASON 2 (2023)
- 야구왕, 마린스! - 부산 (2023)